# Mandabe
Mandabe est une commune rurale malgache du District de Mahabo, appartenant à l'ex- province ou ex-faritany de Toliary. Elle est située dans la partie sud de la région du Menabe.
Située seulement à 90 km de Mahabo ville, ce village reste enclavé pendant toute la saison des pluies, allant actuellement de mi-décembre à mi-avril.Les quatre cours d'eau et/ou rivières traversant la route qui y mène, à savoir Ambatovamba, Andrangory, Androtsy et Maharivobe sont en crue et deviennent les principaux blocages de la saison sans toutefois oublier la portion pateuse de 5 km d'Anjahasivy (à 30 km au Nord de Mandabe) pouvant bloquer un convoi pendant toute une journée.